# Atraiçoados
Betrayed (bra/prt: Atraiçoados) é um filme estadunidense de 1988, dos gêneros drama, ação e suspense, dirigido por Constantin Costa-Gavras, com roteiro de Joe Eszterhas.

## Sinopse
Agente do FBI designada para investigar a morte de um radialista de origem judaica, conhece um membro de uma organização racista, que extermina judeus e negros, mas fica em conflito, porque envolvera-se com ele antes de saber de sua vida criminosa.

## Elenco
- Debra Winger .... Catherine Weaver
- Tom Berenger .... Gary Simmons
- John Heard .... Michael 'Mike' Carnes
- Betsy Blair .... Gladys Simmons
- John Mahoney .... Shorty
- Ted Levine .... Wes
- Jeffrey DeMunn .... Bobby Flynn
- Albert Hall .... Al Sanders
- David Clennon .... Jack Carpenter
- Robert Swan .... Dean
- Richard Libertini .... Sam Kraus
- Maria Valdez .... Rachel Simmons
- Brian Bosak .... Joey Simmons
- Alan Wilder .... Duffin
- Clifford A. Pellow .... rev. Russell Johnson
- Ralph Foody .... Lyle
- Shawn Schepps .... Betty Jo
- Dolores Drake .... Toby
- Stephen E. Miller .... Buster
- Suzie Payne .... Ellie
- Christopher Kubasik .... amigo de Gary
- Timothy Jerome .... Jud / bartender
- Jack Ackroyd .... Del
- Howard Siegel .... Hank